# Paroisse de Trelawny
Pour les articles homonymes, voir Trelawny.
Trelawny est l'une des 14 paroisses de la Jamaïque. Elle est située dans le nord-ouest de l'île et fait partie du comté de Cornwall.

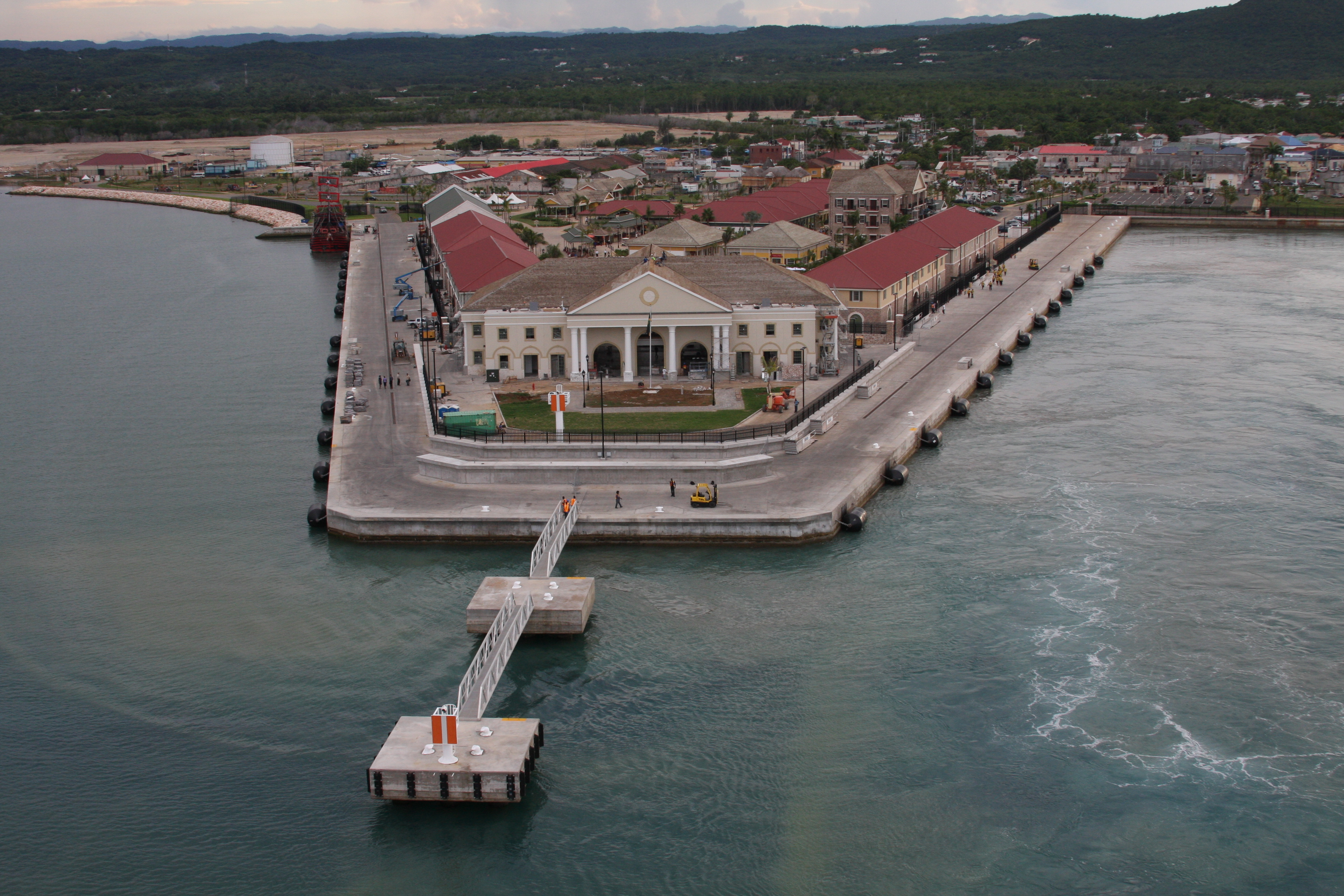

Le chef-lieu de la paroisse est Falmouth et les autres villes importantes sont Clarks Town, Duncans, Wakefield, Wait-a-Bit et Albert Town.
C'est à Trelawny qu'a eu lieu la cérémonie d'ouverture de la Coupe du monde de cricket de 2007.
La paroisse a vu naître plusieurs grands sprinteurs : Usain Bolt, Veronica Campbell-Brown, Marvin Anderson, Omar Brown, Michael Frater, Lerone Clarke et Ben Johnson.
C'est aussi dans cette paroisse qu'est née la supercentenaire Violet Brown qui est devenue la doyenne de l'humanité le 15 avril 2017.